# Дхони, Махендра Сингх
Махендра Сингх Дхони (хинди महेंद्र सिंह धोनी, англ. Mahendra Singh Dhoni, /məˈheɪndrə ˈsɪŋ dhæˈnɪ/; род. 7 июля 1981, Ранчи, Бихар) — индийский игрок в крикет, специализирующийся в амплуа уикет-кипера и бэтсмена. Дхони известен агрессивной манерой игры с битой, умением играть на позиции уикет-кипера и за лидерские качества.
Он был капитаном сборной Индии с 2007 по 2017 годы в форматах с ограниченными оверами и в тестовом крикете с 2008 по 2014 годы.
После завершения карьеры в сборной Дхони продолжает выступать на клубном уровне. Он является капитаном команды «Ченнаи Супер Кингз», которая играет в Индийской Премьер-лиге.
Родился в Ранчи. Его талант, проявлявшийся в игре в качестве уикет-кипера, дал возможность играть за «Коммандос» в 1995 году. В сезоне 1997/98 годов он выступил в Трофее Вину Манкада среди игроков до 16 лет.
С 2001 по 2003 годы Дхони работал проверяющим билетов на железнодорожной станции Харагпур Юго-Восточной железной дороги в Миднапуре.
Во внутренних индийских соревнованиях он играл за сборную штата Бихар, а затем сборную Джаркханда (родной для Дхони город Ранчи перешёл из одного штата в другой).
Первый однодневный международный матч Дхони состоялся 23 декабря 2004 года, в Читтагонге он сыграл против Бангладеш. Спустя год для индийца состоялся первый тестовый матч против Шри-Ланки. Первую игру в формате Твенти20 среди международных команд Дхони провёл в 2006 году против Южной Африки.
В 2007 году он сменил Рахула Дравида на посту капитана сборной Индии в однодневных международных матчах, а позже в том же году был назначен капитаном в команде Твенти20. В 2008 году он стал капитаном и в Тестовой сборной Индии.
Будучи капитаном, он привёл Индию к победе в серии над Новой Зеландией в 2008 году и к завоеванию трофея Бордера-Гаваскара над Австралией. В других форматах Дхони является первым игроком в крикет, который привёл свою сборную ко всем трём основным трофеям: под его капитанством Индия выиграла чемпионат мира в формате Твенти20 в 2007 году, чемпионат мира 2011 года и Кубок чемпионов 2013 года. Он также помог Индии завоевать трофей на Кубке Азии в 2010 и 2016 годах.
Он является капитаном команды «Ченнаи Супер Кингс», которая выступает в Индийской премьер-лиге. Клуб 10 раз участвовал в финале Лиги и побеждал в 2010, 2011, 2018, 2021 и 2023 годах. Дхони с клубом также дважды выигрывал Лигу чемпионов в формате Твенти20, в 2010 и 2014 годах. Он является седьмым игроком, набравший более 5000 очков в Индийской премьер-лиге и первым уикет-кипером.
Дхони получил высшую спортивную награду Индии, Раджив Ганди Кхел Ратна, в 2008 году за выдающиеся достижения на международном уровне. Правительство Индии наградило его четвёртой по величине гражданской наградой страны Падма Шри в 2009 году и третьей по величине наградой Падма бхушан в 2018 году.
Дхони имеет звание подполковника парашютного полка Индийской территориальной армии, которое получил в 2011 году за заслуги перед страной в качестве спортсмена. Он считается одним из самых популярных игроков в крикет в мире. Его биографический фильм «MS Dhoni: The Untold Story» был выпущен в 2016 году.
Он объявил о завершении карьеры в тестовых матчах 30 декабря 2014 года и ушёл с поста капитана Индии в других форматах в 2017 году. 15 августа 2020 года Махендра Сингх Дхони окончательно завершил международную карьеру, но продолжает играть в Индийской Премьер-лиге.

## Ранние годы
Дхони родился 7 июня 1981 года в Ранчи (на тот момент город входил в штат Бихар, ныне располагается в Джаркханде) и происходит из индуистской раджпутской семьи из Уттаракханда. Он младший из трёх детей Пана Сингха и Деваки Деви. Деревня Лвали, где жил его отец, находится в Джаинти Техсиле, квартале Ламгара округа Алмора в Уттаракханде. Родители переехали из Уттаракханда в Ранчи, где отец устроился на младшей руководящей должности в MECON Colony. В отличие от Махендры Сингха, его дядя и двоюродные братья пишут свою фамилию как Dhauni.
Дхони играл вратарем в футбольной команде своей школы «DAV Jawahar Vidya Mandir», но, увидев его навыки, тренер Кешав Ранджан Банерджи, который вдохновил Дхони стать игроком в крикет, предложил попробовать силы в новом виде спорта. Его талант игры вратарской игры помог стать уикет-кипером в крикетном клубе «Коммандос», где он играл с 1995 по 1998 годы. Основываясь на его выступлениях в клубном крикете, его включили в состав участников на Трофей Вину Манкада среди юношей до 16 лет в сезоне 1997/98 годов, где Дхони показал хорошие результаты.
С 2001 по 2003 год Дхони работал проверяющим проездных билетов на железнодорожной станции Харагпур Юго-Восточной железной дороги в Миднапуре (Западная Бенгалия).

## Ранняя карьера

### Юношеский крикет за сборную штата Бихар
В 1998 году Дхони был назначен в клуб «Сентрал Коул Филдс Лимитед» решением Девала Сахая, бывшего вице-президента ассоциации крикета штата Бихар и президента округа Ранчи по крикету. До 1998 года Дхони, на тот момент учившийся в 12 классе, никогда профессионально не играл в крикет. В клубе он получил возможность развиться и подняться в рейтинге, при этом клуб перешёл в дивизион А. Девал Сахай, впечатлённый его игрой, настаивал на включении Дхони в сборную штата Бихар. Дхони за один год прошёл путь от сборной города Ранчи до взрослой сборной Бихара, успев также поиграть и за юношескую сборную штата в том же году.
В 1998/99 годах Дхони играл за сборную Бихара до 19 лет на «Куч Бехар Трофи», отличившись 176 очками в 5 матчах (в которых отыграл 7 иннингсов). Бихар финишировал четвёртым в группе из шести команд и не прошёл в четвертьфинал. Дхони не попал в состав команды для участия в турнирах Восточной зоны и Остальной Индии. Однако в сезоне 1999/00 годов команда Бихара вышла в финал, где 84 очка Дхони помогли сборной набрать 357 очков, но этого для победы не хватило. В том матче в сборной Пенджаба, которая была соперником Бихара, играл будущий товарищ Дхони по сборной Индии Юврадж Сингх, набравший 358 пробегов. Дхони на турнире в общей сложности набрал 488 ранов за 9 матчей (12 иннингсов). Он 5 раз набрал больше 50 ранов за иннингс, совершил 17 «ко́тов» и 7 раз вывел из игры бэтсменов соперника по правилу «Стампд». Дхони попал в команду Восточной зоны и участвовал в Трофее СК Найду в сезоне 1999/00, но набрал всего 97 очков в четырёх матчах, а команда проиграла все четыре матча и финишировала последней.

### Сборная штата Бихар
Дхони дебютировал в турнире «Ранджи Трофи» за сборную штата Бихар в сезоне 1999/00 годов, когда ему было восемнадцать лет. Он заработал 50 очков в своём дебютном матче, набрав 68 ранов в матче против сборной штата Ассам. Дхони закончил сезон с 283 пробегами в 5 матчах. Впервые Дхони отличился «сотней» в игре против Бенгалии в сезоне 2000/01 годов. Несмотря на это, в том же сезоне он больше ни разу не смог набрать больше 50 ранов, а в следующим сезоне отличился таким результатом пять раз.
В сезоне 2002/03 годов Дхони трижды отличился набором более 50 пробегов в турнире «Ранджи Трофи» и дважды в «Деодхар Трофи». В сезоне 2003/04 годов Дхони отличился «сотней» в игре против штата Ассам в первом матче турнира «Ранджи ODI». Дхони входил в состав команды Восточной зоны, которая выиграла «Деодхар Трофи» в сезоне 2003/04 годов и отличился 244 пробегами в 4 матчах, в том числе «сотней» в матче против Центральной зоны.

### Сборная Индии
Учитывая успехи в сезоне 2003/04 годов, Дхони вошёл состав сборной Индии А на матчи в Зимбабве и Кении. В матче против команды Зимбабве в Хараре Дхони показал свои лучшие результаты в качестве уикет-кипера: 7 «кэтчей» и 4 «стампда». В турнире, где участвовали Кения, Индия А и Пакистан А, Дхони помог Индии достичь цели в 223 в матче против Пакистана, набрав больше 50 пробегов. Следом он отличился 120 и 119 пробегами в иннингсах против Пакистана. Дхони отличился 362 пробегами за 6 иннингсов и обратил на себя внимание капитана сборной Сурава Гангули.

## Международная карьера

### Первые однодневные международные матчи
В сборной Индии главным уикет-кипером в начале 2000-х был Рахул Дравид. В то же время в команде уже играли талантливые молодые уикет-киперы и бэтсмены, причём даже в тестовых матчах. Среди них были, например, Партхив Патель и Динеш Картхик, которые были капитанами сборных до 19 лет. Поскольку Дхони добился успеха в составе сборной Индии А, он был включён в состав сборной на матч в Бангладеш в сезоне 2004/05 годов. В первых матчах Дхони испытывал недостаток сил, и успешным старт карьеры в международных однодневных матчах назвать нельзя. Несмотря на проведённую на среднем уровне серию игр против Бангладеш, Дхони остался в сборной и затем играл против Пакистана.
Во втором матче серии, который в общей сложности стал пятый однодневным международным матчем Дхони за сборную, индиец набрал 148 пробегов в Вишакхапатнаме за 123 отбитых мяча. Ранее ни один индийский уикет-кипер не набирал такого большого количества пробегов в качестве бэтсмена.
Дхони получил мало возможностей для игры в качестве бэтсмена в первых двух играх двусторонней серии против Шри-Ланки (октябрь — ноябрь 2005) и был повышен в очереди бэтсменов до третьего номера в третьем матче, который прошёл на стадионе имени Савая Мансингха в Джайпуре. После иннингса Шри-Ланки целью Индии был набор 299 очков, в той игре Кумар Сангаккара отметился «сотней». В индийском иннингсе слишком быстро был выведен из игры Сачин Тендулкар, и, таким образом, Дхони быстрее вышел на поле. Он так и не был выведен из игры и набрал 183 рана за 145 мячей, принеся победу Индии. В этом иннингсе был установлен рекорд однодневных международных матчей — такого количества очков никогда никто не набирал во втором иннингсе. Этот результат был превзойдён только через семь лет Шейном Уотсоном. Дхони завершил серию с лучшим результатом (346) и был удостоен награды лучшему игроку серии. В декабре 2005 года Дхони получил от Совета контроля за крикетом Индии контракт категории B.
Индия набрала 328 пробегов за 50 оверов, а Дхони отличился 68 очками в своём первом матче в 2006 году против Пакистана. Несмотря на это, Индия проиграла матч (по методу Дакворта-Льюиса), неудачно сыграв в последних оверах. В третьем матче серии Дхони помог Индии в опасной ситуации, набрав 72 рана всего за 46 мячей. При этом он 13 раз отбил мяч к границе поля, что помогло Индии выйти вперёд в серии (2:1). В последнем матче серии Дхони набрал 77 пробегов за 56 мячей, что позволило Индии выиграть серию со счётом 4:1. Благодаря своим стабильным выступлениям в однодневных международных матчах, Дхони обогнал Рики Понтинга и занял первое место в рейтинге бэтсменов на 20 апреля 2006 года. Он достиг этого результата быстрее всех, сыграв лишь 42 иннингса. Несмотря на это, он находился в лидерах всего неделю, после чего его сместил Адам Гелкрист.
Затем для Индии наступили менее успешные времена. В Шри-Ланке дважды были отменены серии, а затем сорвались игры против ЮАР из соображений безопасности. На Кубок DLF 2006/07 годов Дхони отличился лишь 43 очками, команда дважды проиграла в трёх играх и не вышла в следующий раунд. Малое количество проведённых матчей сказалось на результате в Кубке чемпионов 2006 года, когда Индия проиграла Вест-Индии и Австралии, хотя Дхони и отличился в игре с первыми полусотней. В серии матчей против Южной Африки Дхони набрал 139 пробегов в 4 матчах, а Индия проиграла все матчи серии. В серии против Вест-Индии индиец показал низкий средний набор очков (25,93), за что подвергся критике, в том числе и за игру в качестве уикет-кипера, со стороны Саида Кирмани. Тем не менее, за свои выступления в 2006 году Международный совет крикета включил его в команду лучших игроков мира.
Готовясь к чемпионату мира 2007 года, Индия стала играть лучше, победив 3:1 и Вест-Индию и Шри-Ланку. Средний показатель набора пробегов у Дхони превысил 100.
Несмотря на это, Индия неожиданно вылетела с чемпионата мира после поражений от Бангладеш и Шри-Ланки на групповом этапе. Дхони в этих матчах был выведен из игры с нулём набранных пробегов, а всего за турнир набрал лишь 29 очков. После поражения от Бангладеш на чемпионате мира дом, который Дхони строил в своём родном городе Ранчи, подвергся вандализму и повреждению активистами JMM и потребовалась помощь местная полиция для обеспечила безопасности его семье.
Дхони был назначен вице-капитаном сборной в серии против Южной Африки в Ирландии и в последующей серии из семи матчей между Индией и Англией. Дхони, имеющий контракт класса «В» с декабря 2005 года, получил контракт класса «А» в июне 2007 года.
2 сентября 2007 года Дхони сравнялся с рекордом своего кумира Адама Гелкриста по выведенных из игры бэтсменов, разрушив шесть калиток (пять раз поймав мяч и один раз разрушив калитку по правилу «Стампд»).
Во время серии между Индией и Австралией в 2009 году Дхони набрал 124 пробега за 107 мячей во второй игре и 71 пробег за 95 мячей в третьей. Индия выиграла третий матч с преимуществом в 6 калиток, а Дхони в этой игре сыграл в качестве боулера и разрушил свою первую и единственную калитку Трэвиса Даулина из Вест-Индии в международном крикете, это произошло 30 сентября 2009 года

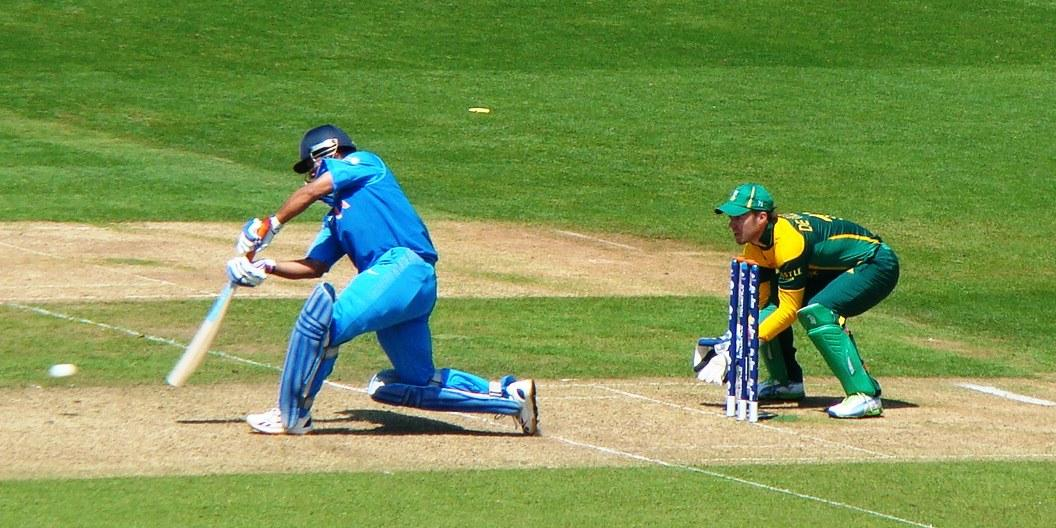
Дхони выполняет удар в матче против ЮАР во время матча группового этапа Трофея чемпионов 2013 года.

Дхони был лидером среди бэтсменов в течение нескольких месяцев в 2009 году, пока его не сместил с первой строчки Майкл Хасси из Австралии.
В 2009 году Дхони сумел совершить 1198 пробегов всего за 24 иннингса при высоком среднем показателе 70,43. За успехи в 2009 году Международный совет крикета признал его лучшим капитаном и уикет-кипером.
В 2011 году Махендра Сингх Дхони стал чемпионом мира по крикету. Финал прошёл 2 апреля 2011 года в Мумбаи на стадионе «Ванкхеде», Дхони нанёс заключительный удар чемпионата мира, мяч улетел на трибуны и принёс Индии 6 очков, которые принесли сборной второй в истории титул. Дхони набрал в финальной игре 91 пробег и был признан лучшим игроком матча.

### После чемпионата мира 2011 года
В 2012 году Пакистан впервые за пять лет сыграл в Индии в рамках двусторонней серии. Дхони показал лучший результат за Индию во всех трёх иннингсах, но сборная проиграла серию 1:2. В первом матче в Ченнаи он помог Индии устоять, когда при 29 набранных очках она потеряла уже пять калиток, и набрать в общей сложности 227 очков за 50 оверов. Он набрал 113 ранов в партнёрстве с Равичандраном Ашвином.
Выиграв Трофей чемпионов 2013 года, Дхони стал первым и пока единственным капитаном, который выиграл все трофеи под эгидой Международного совета крикета. В сокращённом из-за дождя финале против Англии он был выведен из игры с нулём очков и завершил турнир с 27 ранами за два иннингса. Однако игра в поле Дхони помогла Индии победить с преимуществом в пять пробегов по методу Дакворта-Льюиса. Международный совет крикета вновь признал его лучшим капитаном и уикет-кипером в рамках «Сборной турнира».
Сразу после Трофея чемпионов Индия отправилась в тур по Вест-Индии, где провела серию против Вест-Индии и Шри-Ланки. Дхони получил травму в начале турнира и выбыл. Однако, несмотря на то, что он не полностью восстановился, он вернулся, чтобы сыграть в финале против Шри-Ланки. Индия выиграла этот матч в упорной борьбе с преимуществом в одну калитку. Дхони так и не был выведен из игры, набрав 45 очков за 52 мяча и был признан лучшим игроком матча.
В ноябре 2013 года Дхони стал вторым бэтсменом Индии, уступая лишь Сачину Тендулкару.
Индия играла в Южной Африке и Новой Зеландии серии выездных матчей в сезоне 2013/14 годов, но проиграла обе серии, 0:2 и 0:4, соответственно. В матче с ЮАР Дхони набрал всего 84 пробега со средним показателем 48,0, хотя и отличился один раз полусотней. В матче с Новой Зеландией он набрал 272 пробега, трижды набрав более 50 очков за иннингс. Он совершил свой 8000-й пробег в однодневных международных матчах во время этой серии.
Индия выиграла выездную серию в Англии в 2014 году со счётом 3:1 и серию против Вест-Индии в Индии 2:1. Дхони набирал полусотни в каждой серии.
На чемпионате мира 2015 года Дхони стал первым индийским капитаном, выигравшим все матчи группового этапа такого турнира. Индия одержала победы над главными соперниками Пакистаном, Южной Африкой (которую они раньше не побеждали в играх чемпионата мира), ОАЭ, Вест-Индией, Ирландией и Зимбабве. В матче с последними на «Иден Парке» он набрал 85 пробегов, а в партнёрстве с Сурешом Райной они набрали на двоих 196 очков. Это наивысший результат индийских капитанов на территории Новой Зеландии. Победив Бангладеш в четвертьфинале, Дхони стал третьим игроком в мире и первым неавстралийцем, кто выиграл сто однодневных международных матчей. Несмотря на это, в полуфинале против будущих чемпионов Австралии, Индия проиграла, а капитан набрал 65 пробегов. За турнир он заработал 237 ранов в 6 иннингсах. Он стал лишь вторым индийским капитаном, у которого средний показатель был более 50 и частота ударов более 100 на чемпионате мира.
Дхони ушёл с поста капитана сборной Индии в январе 2017 года перед домашней серией против Англии. Во второй игре серии он набрал 134 очка за 122 мяча, а в партнёрстве Дхони и Юврадж Сингх набрали 256 очков. Таким образом, Дхони впервые за три года набрал «сотню». Cricbuzz назвал его лучшим уикет-кипером Трофея чемпионов 2017 года и пошёл в состав сборной года.
В августе того же года, во время пятого и последнего матча против Шри-Ланки в Коломбо, он стал первым уикет-кипером, который вывел из игры 100 бэтсменов по правилу «Стампд». Он превзошёл рекорд Кумара Сангаккары. Дхони по этому показателю дошёл до 400 калиток в феврале 2018 года после выведения из игра южноафриканца Айдена Маркрама.
Дхони преодолел отметку в 10000 пробегов во втором матче против Англии в 2018 году и стал четвёртым индийцем и двенадцатым игроком мира в истории. У него была относительно посредственная серия: он заработал 79 пробежек в двух иннингсах при частоте ударов 63,20. Далее последовали два неудачных для него выступления — Кубок Азии, который он закончил с 77 пробегами в четырёх иннингсах со средним результатом 19,25 и домашнюю серию против Вест-Индии, где он набрал 50 ранов за три иннингса.
Дхони решил взять отпуск и собирался пропустить игры в Австралии в том же сезоне. Однако там его включили в состав и в серии из трёх матчей Дхони вновь отличился полусотнями во всех трёх играх, причём последние два его выступления привели Индию к победе как в матчах, так и в серии со счётом 2:1. Дхони закончил серию со 193 пробегами и был признан лучшим игроком серии. Он также стал четвёртым индийцем, который в Австралии заработал более тысячи пробегов.
В апреле 2019 года он был включён в состав сборной Индии на чемпионат мира по крикету. В июле 2019 года в полуфинальном матче Индии против Новой Зеландии Дхони сыграл свой 350-й матч.

### Тестовая карьера
После выступления в однодневном матче против Шри-Ланки Дхони заменил Динеша Картхика в декабре 2005 года на позиции уикет-кипера индийской команды в тестовых матчах. Первый матч прошёл в дождливую погоду, Дхони отличился 30 ранами в своём дебютном матче и был выведен из игры, когда команда имела 109 ранов при 5 разрушенных калитках. Дхони во втором тестовом матче впервые отличился 50 набранными пробегами, а его высокая результативность (50 ранов за 51 мяч) помогла Индии набрать 436 очков, тогда как Шри-Ланка сумела набрать 247 до выведения из игры всех бэтсменов.
Индия выступала в Пакистане в январе — феврале 2006 года, и Дхони впервые набрал сотню во втором матче в Фейсалабаде
Дхони в следующих матчах отличился сотнями несколько раз: один раз против Пакистана, хотя в этом матче Индия проиграла, и дважды против Англии. Дхони стал лучшим бомбардиром первого индийского иннингса в третьем тестовом матче на «Ванкхеде» и набрал 64 рана, хотя Индия набрала лишь 279 очков, тогда как Англия — 400. Дхони и индийским полевым не удавалось выполнить «кот» и таким образом вывести из игры английских бэтсменов.

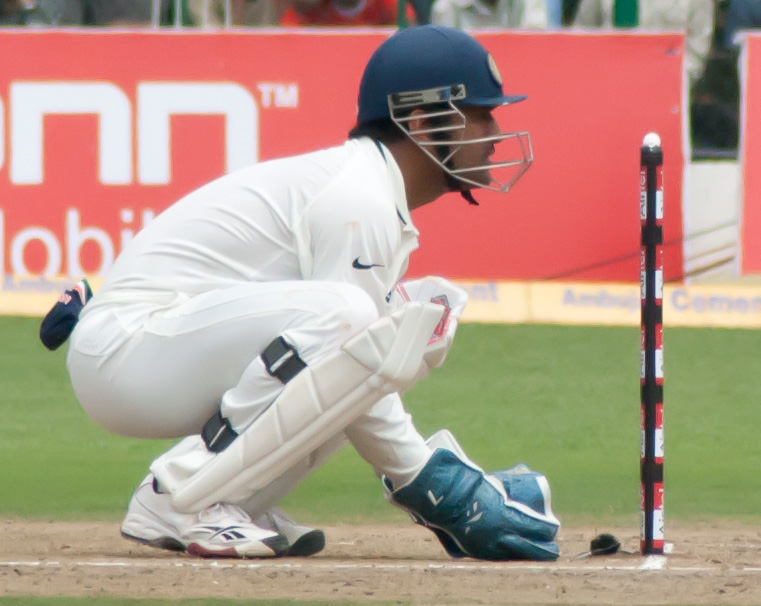
Дхони на позиции уикет-кипера

Во время игр в Вест-Индии в 2006 году Дхони быстро и агрессивно набрал 69 очков в первом матче на Антигуа. Несмотря на это дальше Дхони играл неудачно, набрав всего 99 ранов в шести иннигсах, но успешно играл в качестве уикет-кипера закончил серию с 13 «ко́тами» и четырежды вывел из игры бэтсменов по правилу «Стампд». Позднее в том же году в серии в Южной Африке 34 и 47 очков Дхони оказалось недостаточно, чтобы спастись во второй игре и Индия проиграла. Из-за травмы рук Дхони не сыграл в третьем матче.
Дхони дважды набрал сотни во время серии матчей в Индии против Шри-Ланки в 2009 году, и хозяева победили в двух играх. Индия впервые в истории поднялась на первое место в рейтинге тестовых команд. Индия набрала 726 ранов при 9 разрушенных калитках в третьем матче этой серии, что на тот момент стало самым высоким результатом Индии в тестовых матчах.
Свою последнюю серию Дхони сыграл в сезоне 2014/15 годов в Австралии, будучи капитаном Индии во втором и третьем матчах. Индия проиграла серию, а после третьего матча в Мельбурне Дхони объявил о завершении тестовой карьеры. В своём последнем матче он вывел из игры девять бэтсменов (восемь «ко́тов» и один «стампд») и обогнал Кумара Сангаккару в рекорде по количеству разрушений калиток по правилу «Стампд» — 134 раза (во всех трёх форматах вместе взятых). Он также установил рекорд по выведению из игры бэтсменов индийским уикет-кипером. Его превзошёл Риддхиман Саха в 2018 году.
Дхони набрал в последнем матче 24 пробега и не был выведен из игры.

### Карьера в международных матчах формата Твенти20
Дхони стал капитаном сборной Индии на первом в истории чемпионате мира в формате Твенти20 в 2007 году. Он дебютировал в качестве капитана против Шотландии, но матч не состоялся. Индия выиграла чемпионат мира в финале против Пакистана 24 сентября 2007 года. Таким образом он стал вторым капитаном Индии, который выиграл чемпионат мира (независимо от формата) после Капила Дева.
12 февраля 2012 года Дхони набрал 44 пробега, не будучи выведенным из игры, и привёл Индию к первой победе над Австралией в Аделаиде. В финале выполнил удар на шесть очков, после которого мяч пролетел 112 метров. Во время послематчевой презентации он назвал эту «шестёрку» более важной, чем та, которая стала победной на чемпионате мира в 2011 году.
Международный совет крикета назвал Дхони лучшим капитаном и уикет-кипером на чемпионате мира 2014 года.

### Завершение международной карьеры
Дхони объявил о завершении международной карьеры 15 августа 2020 года. Это решение стало неожиданностью для многих болельщиков и экспертов по крикету, поскольку до этого Дхони не объявлял о таких планах, хотя после поражения Индии в полуфинале чемпионата мира 2019 года он не сыграл ни разу. Несмотря на это, Дхони продолжил играть в Индийской премьер-лиге за команду «Ченнаи Супер Кингс».

## Карьера в Индии
Махендра Сингх Дхони дебютировал в первоклассных матчах по крикету в сезоне 1999/00 годов. Во внутренних матчах Дхони играл за две команды штата: сборную Бихара и сборную Джаркханда. Он также играл за команды Индия А, Air India Blue, сборную президентского совета Индии, сборную президента Раджастанской ассоциации крикета, Восточную зону, «Остальную Индию» (Rest of India), Восточную зону до 19 лет, и клубы «Ченнаи Супер Кингс» и «Райзинг Пуна Супергигант». В Трофее Совета контроля за крикетом Индии он играл за команду «Air India», которая аффилирована с одноимённой авиакомпаней, с которой Дхони был связан до 2013 года.
В сезоне 2003/04 годов он отличился сотней в турнире на трофей Виджая Хазаре в игре против сборной штата Ассам. 8 февраля 2005 в Чандигархе Дхони отличился сотней в игре за основную сборную против Индии B, причём он за иннингс выполнил 7 ударов на шесть очков и ещё 7 на четыре очка. Государственная ассоциация крикета Джаркханда назначила его капитаном сборной штата Джаркханд в феврале 2017 года, перед турниром на Трофей Виджая Хазаре сезона 2017/18 годов. 25 февраля 2017 года он отличился первой в карьере сотней в одноневном матче за сборную Джаркханда в матче против сборной штата Чхаттисгарх. Он вывел команду в четвертьфинал и набрал 70 очков в четвертьфинале, но Джаркханд потерпел поражение в матче.

### Индийская Премьер-лига
Дхони заключил контракт с «Ченнаи Супер Кингс» стоимостью 1,5 миллиона долларов США. Это сделало его самым дорогим игроком Индийской премьер-лиги первого сезона. Клуб под капитанством Дхони выиграл Индийскую Премьер-лигу в 2010, 2011, 2018, 2021 и 2023 годах, а также титулы Лиги чемпионов в формате Твенти20 в 2010 и 2014 годах. Также «Ченнаи Супер Кингс» становились финалистами Премьер-лиги в 2008, 2012, 2013, 2015 и 2019 годах.
Махендра Сингх Дхони стал первым игроком, сыгравшим 200 матчей формата Твенти20 за клуб. Дхони возглавляет список по количеству сыгранных матчей в Индийской Премьер-лиге и является одним из трёх капитанов, дважды выигравших Индийскую Премьер-лигу вместе с «Ченнаи Супер Кингс».
В 2015 году Р. М. Лодха из комитета Верховного суда Индии запретил клубу участвовать в Премьер-лиге на протяжении двух лет из-за скандала со ставками, в котором был замешан чиновник Гурунатх Мейаппан. По словам Дхони, это был самый мрачный период в его карьере. Он сказал: «Самое большое преступление, которое я могу совершить, — это не убийство, а договорные матчи».
В 2016 году он играл за «Райзинг Пуна Супергигант», в Индийской премьер-лиге, став капитаном в этой команде. Правда после неудачной игры клуба в сезоне Дхони был смещён и новым капитаном стал Стив Смит, который тогда же был и капитаном сборной Австралии. В новом сезоне Дхони продолжал играть за клуб.
В сезоне 2018 года «Ченнаи Супер Кингс» вернулся в Индийскую премьер-лигу, и Дхони вернулся в клуб и снова стал капитаном. Дхони отличился 455 очками в том сезоне и привёл команду к третьему титулу.
В сезонах 2020 и 2021 годов Дхони выступил неудачно: он заработал всего 200 пробегов за 14 иннингсов в 2020 году и 116 пробегов за 16 иннингсов в 2021.
В 2021 году «Ченнаи Супер Кингс» вновь выиграли Индийскую премьер-лигу. Он ушёл с поста капитана 24 марта 2022 года, вместо него лидером клуба стал Равиндра Джадеджа. Несмотря на это уже спустя месяц, 30 апреля 2022 года, Джадеджа вернул капитанство Дхони.

## Стиль игры
Первоначально Дхони был агрессивным бэтсменом, но постепенно он изменил свой стиль игры, чтобы улучшать результаты при высоком прессинге со стороны соперника, в том числе в ситуациях, когда ошибки недопустимы. Ответственности прибавило и то, что он часто являлся капитаном своих команд. Он также отличается высокой скоростью бега между калитками. Он приобрёл свойственную ему технику выполнения ударов от друга детства Сантоша Лала.
Его умение играть на позиции уикет-кипера одновременно и критикуют за недостаточно высокую технику, и хвалят за хорошие результаты, что подтверждается, например, рекордом Дхони по количеству выведенных из игры бэтсменов по правилу «Стампд».
В качестве капитана Дхони был открытым в общении, что отмечали игроки команд. И напарники, и соперники подчёркивают, что его поведение на поле было спокойным и сдержанным. Он не всегда брал инициативу по тактике, позволяя полевым игрокам самим выбирать позицию, где им лучше находиться во время игры.

## Личная жизнь
Махендра Сингх Дхони родом из деревни Лвали, которая находится в Джаити округа Алмора штата Уттаракханд. В селе проживает около 20-30 семей. Его отец Пан Сингх Дхони покинул деревню в 1970 году в поисках работы и переехал в Ранчи. Дядя Дхони Дханпат Сингх Дхауни и его двоюродный брат Хаят Сингх Дхауни все ещё живут в Лвали.
Он женился на Сакши Сингх Равате 4 июля 2010 года. Свадьба состоялась в Дехрадуне на следующий день после помолвки пары. У него есть Зеева.
Проживает в загородном доме недалеко от Ранчи. В доме также живут его мать и отец. Старый дом Дхони расположен в городе. Дхони любит домашних животных, в доме у него много собак. Любит водить автомобили, в его коллекции есть разные виды мотоциклов и машин. У него также есть дом в Пуне.
Дхони служил в индийской армии. Проведя день в парашютном полку в Ранчи, Дхони хотел стать солдатом: «С детства я хотел пойти в армию. Увидев солдат, я подумал, что однажды я стану таким же». В 2011 году ему присвоено почётное звание подполковника 106-го стрелкового батальона Территориальной армии. В августе 2019 года он прошёл 15-дневный курс в индийской армии. Служил в Анантнаге (Джамму и Кашмир).
Он занимает пост вице-президента по маркетингу в компании «India Cements Ltd.» Компания принадлежит бывшему президенту Совета контроля за крикетом Индии и владельцу клубу «Ченная Супер Кингс» Нараянасвами Шринивасану.

## Международные рекорды

### Рекорды в тестовых матчах
- Дхони — первый индийский уикет-кипер, который набрал 4000 пробегов в тестовых матчах[184][185].
- Отличившись ударом в шесть пробегов в третьем тесте против Англии в Саутгемптоне, Дхони набрал 50 «шестёрок» в качестве капитана, что является рекордом для Индии[186].
- Дхони вывел из игры 294 бэтсменов за свою карьеру, что является рекордом среди индийских уикет-киперов[187]

### Рекорды в однодневных международных матчах
- Дхони — третий капитан (и первый неавстралиец), выигравший 100 игр[188].
- Первый игрок, совершивший 10000 пробегов со средним показателем за карьеру более 50[189].
- Наибольшее количество иннингсов, в которых бэтсмен не был выведен из игры (84) в однодневных международных матчах[190].
- Результат Дхони — 183 пробега — в матче против Шри-Ланки в 2005 году является наивысшим результатом для уикет-кипера[191]
- Дхони является рекордсменом по количеству выведенных из игры бэтсменов за иннингс (6) и карьеру (432) среди индийскх уикет-киперов[192].
- У Дхони больше всего выведений из игры по правилу «Стампд» (123) среди всех уикет-киперов, и на данный момент он единственный уикет-кипер, которому удалось преодолеть отметку в 100 выведений из игры[193][194].

### Рекорды в международных матчах формата Твенти20
- Дхони является рекордсменом по количеству сыгранных иннингсов (76) и наибольшему количество ранов (1153) до набора 50 пробегов[195][196][197]
- Наибольшее количество выведения из игры бэтсменов по правилу «стампд» (34)[198]
- Наибольшее количество пойманный мячей (ко́тов) на позиции уикет-кипера за иннингс (5)[199]

### Суммарно в тестовых, однодневных международных матчах и в играх формата Твенти20
- В качестве капитана он сыграл больше всех международных матчей (332)[200]
- Дхони — первый и пока единственный уикет-кипер, который отличился 150 выведениями из игры бэтсменов по правилу «Стампд» во всех форматах крикета (195)[201][202]

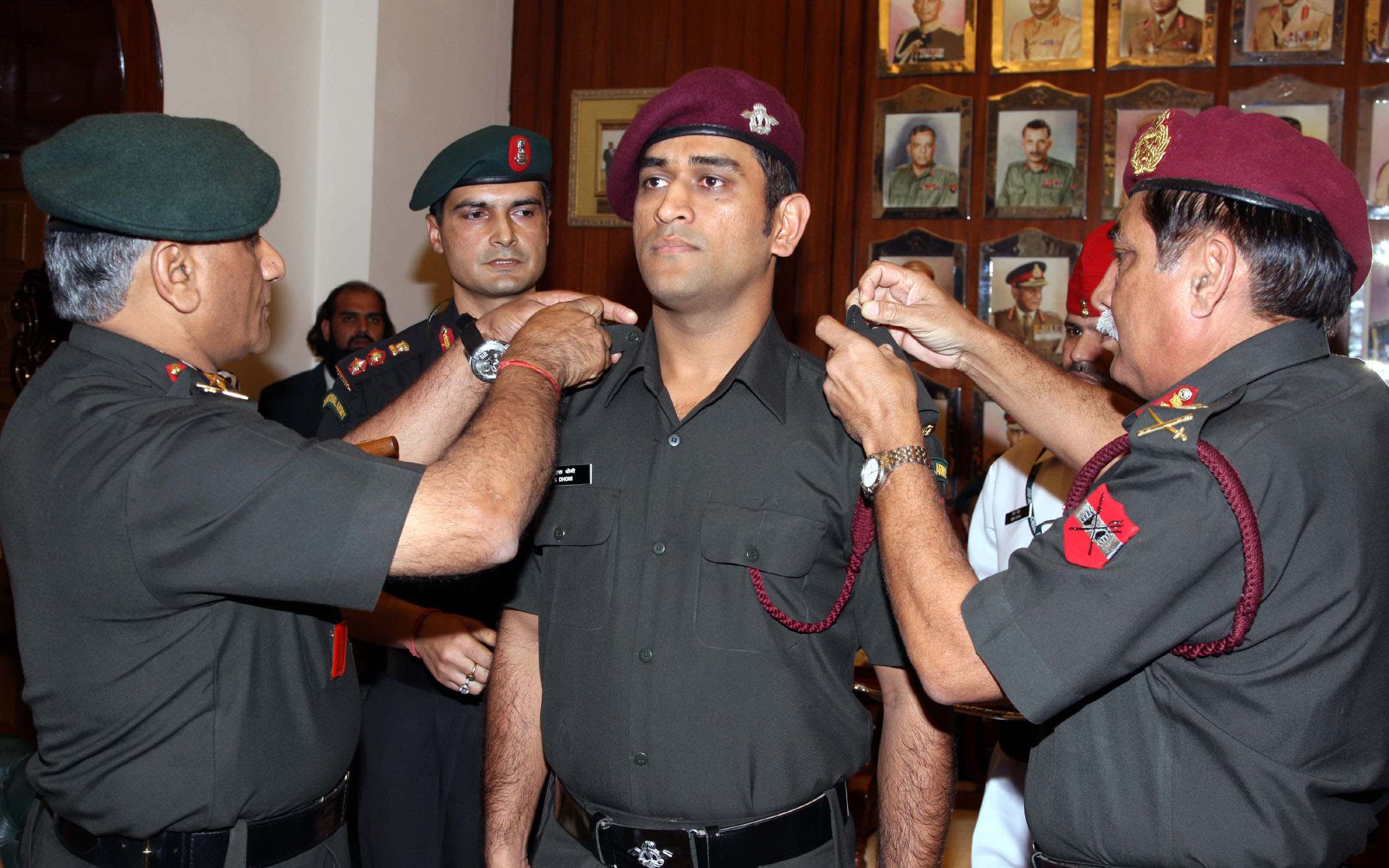
Начальник штаба армии генерал В. К. Сингх присваивает Дхони звание лейтенанта-полковника

### Национальные награды
- 2018: Падма Бхушан, третья гражданская награда Индии[203]
- 2009: Падма Шри, четвёртая гражданская награда Индии[204]
- 2007-08: Премия майора Дхиана Чанда Кхел Ратна, высшая награда Индии за достижения в спорте[205]

## В культуре
- 29 сентября 2016 года был выпущен фильм под названием «MS Dhoni: The Untold Story» (с англ. — «Махендра Сингх Дхони: нерассказанная история»), основанный на биографии Дхони. В фильме рассказана история жизни с детства до победы на чемпионате мира по крикету 2011 года. В главной роли сыграл Сушант Сингх Раджпут. Фильм был признан успешным и принёс большую прибыль[206].
- Он участвовал в документальной драме Disney+ Hotstar 2019 «Рёв льва». Эта пятисерийная документальная драма рассказывает о самом сложном отрезке карьеры Дхони в крикете, включая скандал с чиновником клуба, который привёл к отстранению от Премьер-лиги[146][207].
- Прикосновение Дхони: разгадка загадки Махендры Сингха Дхони, книга Бхарата Сундаресана[208].
- Фильм «Дхони» (2012) режиссёра и продюсера Пракаша Раджа, в основе сюжета лежит конфликт интересов отца и сына: отец хочет, чтобы сын учился, но сын больше интересуется спортом и хочет стать известным игроком в крикет, как Махендра Сингх Дхони[209][210].
- Дхони пробовал собственные силы в кинопроизводстве и вместе со своей женой Сакши представил тизер фильма «Давай поженимся» с Харишем Каляном и Иваной в главных ролях[211][212][213].